# Trematodon divaricatus
Trematodon divaricatus là một loài rêu trong họ Bruchiaceae. Loài này được Bruch mô tả khoa học đầu tiên năm 1846.